# Knut I. (Dänemark)
Knut war ein legendärer König in Dänemark im 10. Jahrhundert, der in dänischen Geschichtswerken später als Knut I. aufgeführt wird. Seine historische Identität und ob er mit in anderen mittelalterlichen Chroniken erwähnten Kleinkönigen ähnlichen Namens wie Chnob, Chnuba, Cnuto, Hörða-Knútr = Harthaknut identisch ist, ist umstritten, wird aber überwiegend angenommen.

## Erwähnung in den Quellen

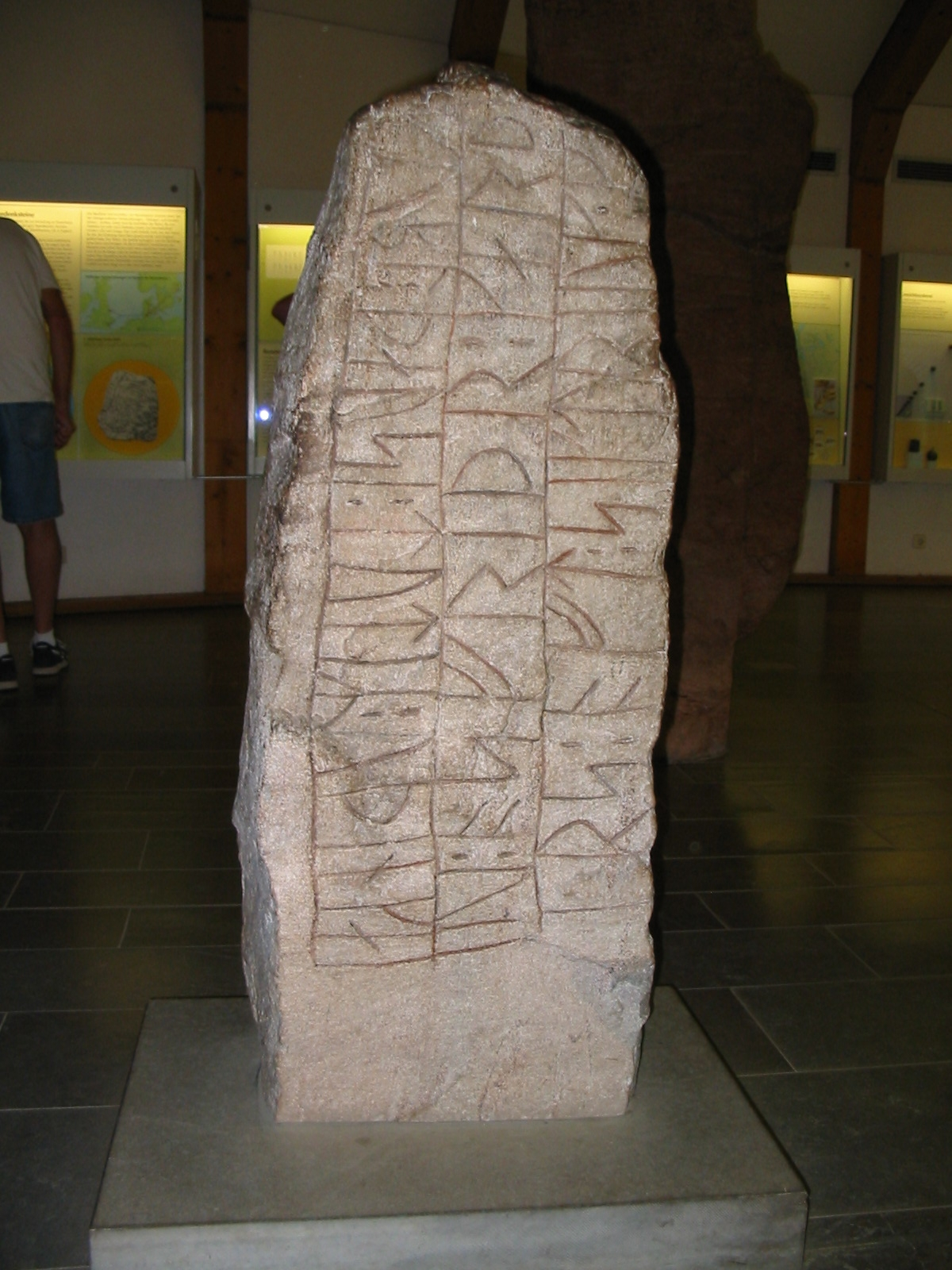
Einer der Runensteine von Haithabu, der kleine Sigtrygg-Stein, erwähnt einen König namens Gnupa

Die Quellenlage ist für die Zeit um 900 für Dänemark, insbesondere die Gebiete, die von der dänischen Grenze entfernt liegen, äußerst dürftig.

„Successit illi Olaph, qui veniens a Sueonia regnum obtinuit Danicum vi et armis, habuitque filios multos, ex quibus Chnob et Gurd regnum obtinuerunt post obitum patris.“

„Auf ihn [den Dänenkönig Sven] folgte Olaf, der aus Schweden kam und das Dänenreich mit Gewalt und Waffen an sich brachte. Er hatte zahlreiche Söhne, von denen nach dem Tode des Vaters Knuba und Gurd das Reich erhielten.“

„Abud Danos eo tempore Hardecnudth Vurm [Zusatz in Handschriften B und C: filius Hardewigh] regnavit …“

„Damals herrschte Hardeknut Vurm [Sohn des Hardewigh] über die Dänen …“

In Widukinds um 967 verfassten Geschichte der Sachsen heißt es in I, 40: „Nachdem er [König Heinrich] alle Völker ringsumher unterworfen hatte, griff er die Dänen, welche die Friesen mit Seeräuberei heimsuchten, mit seinem Heere an. Er besiegte sie, machte sie zinspflichtig und veranlasste ihren König Knuba (regem eorum Chnubam), die Taufe zu empfangen.“
Thietmar von Merseburg schreibt um 1015 in seiner Chronik I 17: „Auch zwang er [König Heinrich] mit Waffen Normannen und Dänen zum Gehorsam, brachte sie samt dem König Knut (cum rege eorum Cnutone) von ihrem alten Irrglauben ab ….“

„Sigurðr ormr í auga átti Blæju, dóttur Ellu konungs. Þeira sonr var Knútr, er kallaðr var Hörða-Knútr, er ríki tók eptir föður sinn í Selund, Skáni ok Hallandi, en Víkin hvarf þá undan honum.“

„Sigurd Schlangenauge heiratete Blæja, die Tochter des Königs Ella. Deren Sohn war Knut, der Hardi-Knut genannt wurde, der die Herrschaft von seinem Vater in Seeland, Scania und Halland übernahm. Aber Vík [die Gegend um den Oslofjord] löste sich aus seiner Herrschaft.“

Außerdem ist der Runenstein „Haddeby 4“ in Gottorf zu erwähnen:

„Ásfríðr gerði kuml þessi, dóttir Óðinkárs, ept Sigtrygg konung, son sinn ok Gnúpu. Gormr reist rúnar.“

„Asfrid, Odinkars Tochter, errichtete diesen Stein für König Sigtrygg, ihren und Gnupas Sohn. Gorm ritzte die Runen.“

## Theorien
Nach Adam von Bremen, der sich auf Sven Estridsson beruft, übernahm nach 891 Olaf aus einer schwedischen Dynastie die Herrschaft über Dänemark. Auf ihn sollen die Söhne Chnob und Gurd gefolgt sein, danach habe Sigerich/Sigtrygg die Herrschaft übernommen. Dieser sei von Hardegon, einem Sohn von Svein, der aus Nortmannia gekommen sei, verdrängt worden. „Nortmannia“ kann bei Adam Normandie bedeuten, wird aber häufiger für Norwegen verwendet. Allerdings gibt Adam zu, dass er sich der verschiedenen Könige nicht sicher ist. Nachdem er den Bericht von Sven Estridsson wiedergegeben hat, dass Sigtrygg von Sven Hardeknut/Hardegon verdrängt worden sei, räumt er ein, dass es unsicher sei, ob einige von diesen Dänenkönigen gleichzeitig geherrscht hätten oder sehr schnell aufeinander gefolgt seien. Adam teilt die Zeit nach den Amtsjahren der Bischöfe Bremens ein. So schildert er für die Zeit Bischof Unnis (918–936), dass damals Hardecnudth Vurm in Dänemark geherrscht habe. Dieser wurde von König Heinrich I. besiegt. Dass Heinrich auf diese Weise das Gebiet um Schleswig seinem Reich einverleiben wollte, ist umstritten. Manches spricht dafür, dass es sich nur um einen offensiven Grenzschutz handelte, um Lothringen, zu dem auch Friesland gehörte, das sich erst 923/925 dem fränkischen Reich angeschlossen hatte und von Gnupa 933 angegriffen worden war, zu zeigen, dass er dem Lande wirksamen Schutz bieten konnte. „Vurm“ wird mit „Gorm“ gleichgesetzt. Dieser ist aus den Inschriften auf den Jelling-Steinen bekannt.
Doch der Übergang von der Dynastie Olafs zur Jellingdynastie ist unsicher, insbesondere, wie das Verhältnis zwischen Gorm dem Alten aus den dänischen Quellen und Hardegon bei Adam von Bremen ist. Da liegt eine Lücke vor, die auf den Gewährsmann Sven Estridsen zurückzugehen scheint, denn dieser wird für die Zeit zwischen Hardegon und den letzten Jahren von Harald Blauzahn, dem Sohn Gorms, nicht mehr herangezogen. Diese Lücke kann auch nicht mit der Olaf Tryggvasons Saga aus dem 14. Jahrhundert, die die vielen Siege Gorms über die dänischen Kleinkönige und Häuptlinge schildert, gefüllt werden, da diese als Quelle zu unzuverlässig ist. Der Historiker Johannes Steenstrup hielt „Hardegon“ für eine Fehlschreibung von „Hardecnudth“, so dass Hardegon mit Gorm identisch sei. Curt Weibull entnahm den Handschriften B und C der Kirchengeschichte Adams den Zusatz „filius Hardewigh“, den er für eine Fehlschreibung für „filius Hardecnudth“ hielt, weshalb er annahm, dass hier eine weitere Generation der Jellingdynastie eingeschoben worden sei. Dort, wo B und C „filius“ stehen haben, hat die Handschrift A eine Lakune.
Aber auch Adams Schilderung, Hardegon/Hardecnudth Vurm/Gorm habe Sigtrygg verdrängt, ist unsicher. Denn nach der Sachsenchronik Widukinds war es König Heinrich I., der die Dänen 934 besiegte und deren König Chnuba zur Taufe zwang. Wenn Chnuba 934 noch lebte, müsste Sigtrygg unmittelbar danach König geworden und nach nur kurzer Zeit von Hardegon/Hardecnudth Vurm/Gorm besiegt worden sein, denn Bischof Unni fand Gorm 936 auf dem dänischen Thron. Aber Widukind hat seinerseits seine Angaben den Corveyer Annalen entnommen. Dort wird der Feldzug Heinrichs erwähnt, aber nicht der Name des dänischen Königs. Es ist also möglich, dass Widukind den Namen „Chnuba“ zufällig, vielleicht von einem Runenstein übernommen hat.
Im Ergebnis bleibt offen, wann und unter welchen Umständen die schwedische Dynastie von der Jellingdynastie abgelöst worden ist, und auch, ob die Jellingdynastie wirklich über ganz Dänemark geherrscht hat. Wenn nach Adam Sven Estridsen auch davon überzeugt war, so ist nicht auszuschließen, dass in Teilen des Landes noch andere Häuptlinge herrschten.
Es wird sogar neuerdings bezweifelt, dass die Dynastie vor der Jellingdynastie schwedisch gewesen sei. Die herrschende Lehre von der Schwedenherrschaft in Hedeby/Haithabu beruht auf einer Deutung der beiden Haitabuer Runensteine, von denen Asfrid, die Mutter Sigtryggs, einen zum Gedenken an ihren Sohn und den anderen zum Gedenken an ihren Sohn und ihren Mann Gnupa setzen ließ. Erstere stamme auf Grund des verwendeten Dialekts von einem schwedischen Ritzer des schwedischen Königs und bezeuge die Schwedenherrschaft in Haithabu unter den Königen Olaf, Gnupa und Sigtrygg. Diese von Ludvig A. Wimmer 1892 aufgestellte These bildete bis in die Gegenwart die unbestrittene Grundlage für die Annahme einer Schwedenherrschaft in Haithabu. Die Formulierung Adams „Olaph, qui veniens a Sueonia“ sage nichts über die Nationalität aus. Die Indizien, die für eine schwedische Herrschaft im Raum Schleswig/Haithabu angeführt würden, seien zu schwach. Vielmehr wird erwogen, dass Olaf ein im schwedischen Exil lebendes Mitglied des dänischen Königshauses gewesen sei. Solches sei damals nicht selten gewesen. Rimbert berichtet von dänischen Königssöhnen, die im 9. Jahrhundert als Seekönige in England und Frankreich gekämpft hatten und nun Ansprüche auf den dänischen Thron erhoben. Auch der Vater Asfrids, die den Gedenkstein für Ehemann und Sohn errichten ließ, Odinkar, wird in Verbindung mit zwei Odinkars gebracht, die Adam als Bischöfe aus fürstlichem oder gar königlichem Hause erwähnt, von denen einer in Schweden missionierte. Möglicherweise war Odinkar der Ältere der Vater Asfrids.
Gleichwohl wird auch für möglich gehalten, dass Olaf Vertreter einer schwedischen Dynastie war. Aber wenn er als Seekönig in England und Nordfrankreich kämpfte, dann nicht mit einer warägischen Mannschaft. Zu dieser Zeit waren die Gefolgsleute der Seekönige im Nordseeraum ganz überwiegend Dänen. Die Herrschaft eines Seekönigs aus schwedischem Königsgeschlecht über das dänische Reich mit Hilfe einer multinationalen, aber überwiegend dänischen Gefolgschaft musste damals in Dänemark keineswegs als Schwedenherrschaft empfunden werden. Olaf und sein Geschlecht werden in den deutschen Chroniken als „Könige des dänischen Reiches“ bezeichnet. Welchen Umfang es auch immer gehabt haben mag, es war jedenfalls nicht auf das Gebiet um Haithabu beschränkt.